# Monoiodure d'astate
Le monoiodure d'astate est un interhalogène de formule chimique AtI. Il peut être obtenu en faisant réagir de l'astate At avec de l'I2 en proportions stœchiométriques :
2 At + I2 → 2 AtI.